# جورج دی لیسی ایوانز
جورج دی لیسی ایوانز (انگلیسی: George de Lacy Evans؛ 7 october 1787 – ۹ ژانویه ۱۸۷۰) فرد نظامی اهل پادشاهی متحد بریتانیای کبیر و ایرلند بود. وی همچنین برندهٔ جوایزی همچون لژیون دونور (صلیب بزرگ)، نشان حمام، لژیون دونور (افسر بزرگ)، و نشان چارلز سوم شده‌است.